# Mirko Murovic
Mirko Murovic (Montréal, 2 febbraio 1981) è un ex hockeista su ghiaccio canadese naturalizzato svizzero che ha giocato nel corso della propria carriera in diverse formazioni della Lega Nazionale A.

## Carriera
Mirko Murovic inizia a giocare nel campionato giovanile canadese della Quebec Major Junior Hockey League, dal 1997 al 2000, con le squadre dei Moncton Wildcats e dei Acadie-Bathurst Titan.
Dopo la scelta al draft dei Toronto Maple Leafs del 1999, nel 2001 si trasferisce in Svizzera e dopo nove incontri con i SCL Tigers si trasferisce all'HC Lugano. Dal 2003 al 2005 torna a giocare per SCL Tigers, per poi tornare per due stagioni a Lugano, una delle quali trascorsa anche con l'EHC Chur. Fra il 2007 e il 2008 disputa alcuni incontri con le squadre zurighesi, gli ZSC Lions e i GCK Lions. Dal 2008 inizia a giocare per l'HC Ambrì-Piotta. Nella stagione 2010-2011 per un grave infortunio è costretto a saltare quasi tutta la stagione regolare.

## Statistiche
Statistiche aggiornate a aprile 2012.

### Club
| Stagione  | Squadra               | Stagione regolare | Stagione regolare | Stagione regolare | Stagione regolare | Stagione regolare | Stagione regolare | Playoff | Playoff | Playoff | Playoff | Playoff |
| Stagione  | Squadra               | Lega              | P                 | G                 | A                 | Pt                | PIM               | P       | G       | A       | Pt      | PIM     |
| --------- | --------------------- | ----------------- | ----------------- | ----------------- | ----------------- | ----------------- | ----------------- | ------- | ------- | ------- | ------- | ------- |
| 1997-1998 | Moncton Wildcats      | QMJHL             | 54                | 10                | 15                | 25                | 10                |         |         |         |         |         |
| 1998-1999 | Moncton Wildcats      | QMJHL             | 69                | 21                | 33                | 54                | 60                | 4       | 0       | 1       | 1       | 2       |
| 1999-2000 | Moncton Wildcats      | QMJHL             | 72                | 19                | 51                | 70                | 113               | 7       | 2       | 4       | 6       | 20      |
| 2000-2001 | Acadie-Bathurst Titan | QMJHL             | 54                | 20                | 39                | 59                | 50                | 19      | 9       | 11      | 20      | 8       |
| 2001-2002 | Langnau               | NLA               | 9                 | 0                 | 0                 | 0                 | 0                 | -       | -       | -       | -       | -       |
|           | Lugano                | NLA               | 21                | 0                 | 3                 | 3                 | 8                 | 13      | 0       | 1       | 1       | 8       |
| 2002-2003 | Lugano                | NLA               | 35                | 3                 | 3                 | 6                 | 22                | 15      | 0       | 4       | 4       | 8       |
| 2003-2004 | Langnau               | NLA               | 48                | 12                | 20                | 32                | 47                | -       | -       | -       | -       | -       |
|           |                       | Playout           | 8                 | 1                 | 2                 | 3                 | 4                 | -       | -       | -       | -       | -       |
| 2004-2005 | Langnau               | NLA               | 44                | 7                 | 12                | 19                | 34                | -       | -       | -       | -       | -       |
|           |                       | Playout           | 6                 | 0                 | 1                 | 1                 | 6                 | -       | -       | -       | -       | -       |
| 2005-2006 | Lugano                | NLA               | 23                | 2                 | 1                 | 3                 | 16                | 16      | 0       | 3       | 3       | 6       |
| 2006-2007 | Lugano                | NLA               | 24                | 3                 | 1                 | 4                 | 10                | 6       | 0       | 1       | 1       | 4       |
|           | Lugano                | ECC               | 2                 | 0                 | 0                 | 0                 | 0                 | -       | -       | -       | -       | -       |
|           | Chur                  | NLB               | 8                 | 2                 | 2                 | 4                 | 8                 | -       | -       | -       | -       | -       |
| 2007-2008 | GC Küsnacht Lions     | NLB               | 2                 | 0                 | 0                 | 0                 | 0                 | -       | -       | -       | -       | -       |
|           | ZSC                   | NLA               | 7                 | 0                 | 0                 | 0                 | 4                 | 17      | 0       | 0       | 0       | 6       |
| 2008-2009 | Ambrì-Piotta          | NLA               | 35                | 6                 | 3                 | 9                 | 47                | -       | -       | -       | -       | -       |
|           |                       | Playout           | 12                | 3                 | 2                 | 5                 | 0                 | -       | -       | -       | -       | -       |
| 2009-2010 | Ambrì-Piotta          | NLA               | 49                | 12                | 9                 | 21                | 28                | -       | -       | -       | -       | -       |
|           |                       | Playout           | 5                 | 0                 | 1                 | 1                 | 0                 | -       | -       | -       | -       | -       |
| 2010-2011 | Ambrì-Piotta          | NLA               | 9                 | 1                 | 1                 | 2                 | 16                | -       | -       | -       | -       | -       |
|           |                       | Playout           | 15                | 2                 | 3                 | 5                 | 2                 | -       | -       | -       | -       | -       |
| 2011-2012 | Ambrì-Piotta          | NLA               | 20                | 0                 | 1                 | 1                 | 10                |         |         |         |         |         |

## Palmarès

### Club
- Campionato svizzero: 3

 Lugano: 2002-03, 2005-06
 ZSC Lions: 2007-08